# لردنشین ایرلند
لردنشین ایرلند (ایرلندی: Tiarnas na hÉireann)بخشی از ایرلند بود که توسط پادشاه انگلستان (به نام "ارباب ایرلند") اداره می شد . از آنجایی که لرد ایرلند پادشاه انگلستان نیز بود، وی حکومتش را به صورت محلی از طریق فرمانداری که به نام های مختلف از قبیل قاضی، ستوان، لرد ستوان یا لرد معاون شناخته می شد، اعمال می کرد.
پادشاهان انگلستان ادعای مالکیت بر کل جزیره را داشتند، اما در حقیقت حکومت پادشاه انگلستان محدود به بخش هایی از جزیره بود. بقیه جزیره - که متعاقباً ایرلند گالیک نامیده می شد - تحت کنترل پادشاهی های ایرلندی گالیک باقی ماند که اغلب با آنگلو-نورمن ها در جنگ بودند.
منطقه تحت حاکمیت پادشاه انگلیس با گذشت زمان گسترش یافت و در اواخر قرن سیزدهم و اوایل قرن چهاردهم به بیشترین حد خود رسید. پس از آن، قلمرو انگلیسی ها رو به زوال رفت  با تهاجم اسکاتلند در ۱۳۱۵-۱۳۱۸، قحطی بزرگ ۱۳۱۵-۱۳۱۷، و مرگ سیاه در دهه ۱۳۴۰ حکومت انگلیسی ها ضعیف شد. وضعیت سیال سیاسی و سیستم فئودالی نورمن ها، استقلال زیادی را برای لردهای آنگلو نورمن در ایرلند، درست می‌کرد به نحوی که این لرد ها تقریباً به اندازه برخی از پادشاهان بومی گیلیک دارای اقتدار بودند. در نهایت برخی از آنگلو-نورمن ها مستقل شدند و علیه دولت انگلیس شورش کردند. انگلیسی ها با تصویب مقرراتی (در۱۳۶۶ میلادی) تلاش کردند تا از این امر جلوگیری کنند، و مهاجران انگلیسی را از رعایت قوانین، زبان، عرف و لباس ایرلند منع کردند. این دوره با ایجاد پادشاهی ایرلند در سال ۱۵۴۲ به پایان رسید.

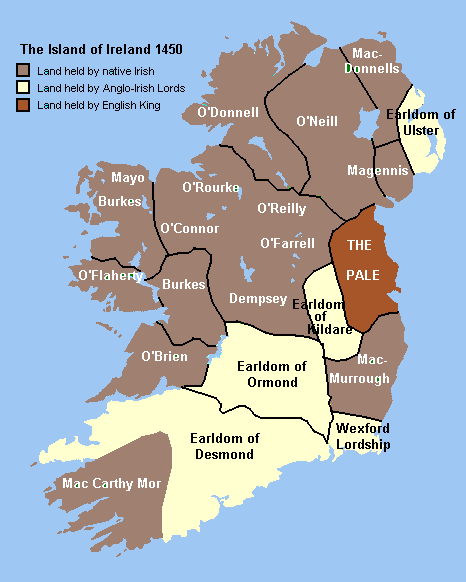
رنگ (خاکستری) در سال ۱۴۵۰

## تاریخچه
تا زمان مرگ روئدری در سال ۱۱۹۸، هنری دوم، پادشاه انگلستان به ایرلند حمله کرد و بخشی از آن را که کنترل می‌کرد به پسرش جان واگذار کرد. هنگامی که جان در سال ۱۱۷۷ به عنوان لرد ایرلند منصوب شد، تنها ده ساله بود. هنگامی که جان در سال ۱۱۹۹ به سلطنت رسید، او به عنوان لرد ایرلند باقی ماند و بدین ترتیب پادشاهی انگلستان و لرد ایرلند را به اتحاد شخصی آورد. در اواسط قرن سیزدهم، در حالی که جزیره به‌طور اسمی توسط پادشاه انگلستان اداره می‌شد، از حدود ۱۲۶۰ منطقه مؤثر کنترل شروع به عقب‌نشینی کرد. از آنجایی که خانواده‌های مختلف کامبرو-نورمن نجیب در نسل مردان از بین رفتند، اشراف گالی شروع به بازپس‌گیری سرزمین‌های از دست رفته کردند. پادشاهان متوالی انگلیسی برای جلوگیری از این جریان کار چندانی انجام ندادند، در عوض از ایرلند برای جذب افراد و تدارکات در جنگ‌های خود با پادشاهی اسکاتلند و پادشاهی فرانسه استفاده کردند.

## فهرست لردهای ایرلند، ۱۱۷۷–۱۵۴۲
- جان (۱۱۷۷–۱۲۱۶)
  - اولین شخصی که لرد ایرلند ساخته شد و این سابقه را ایجاد کرد که آن لرد نیز پادشاه انگلستان خواهد بود.
- هنری سوم (۱۲۱۶–۱۲۷۲)
  - هنری سوم در سال ۱۲۵۴ ایرلند را به پسرش ادوارد یکم اعطا کرد به شرطی که هرگز از ولیعهد جدا نشود.
  - برایان اوا نیل از سال ۱۲۵۸ تا ۱۲۶۰ تا زمان شکست و مرگش در نبرد دروم دیرگ (همچنین به عنوان نبرد داون شناخته می‌شود) عنوان پادشاه عالی ایرلند را مدعی شد.
- ادوارد یکم (۱۲۷۲–۱۳۰۷)
- ادوارد دوم (۱۳۰۷–۱۳۲۷)
  - ادوارد بروس، ارل کریک، برادر رابرت بروس، پادشاه اسکاتلند، طی یک شورش نافرجام در ۱۳۱۵–۱۳۱۸، که بخشی از نبرد بزرگتر جنگ بین انگلستان و اسکاتلند را تشکیل داد، خود را پادشاه اعظم ایرلند اعلام کرد.
- ادوارد سوم (۱۳۲۷–۱۳۷۷)
- ریچارد دوم (۱۳۷۷–۱۳۹۹)
  - رابرت د ویر زمانی که دوک ایرلند در سال ۱۳۸۶ ایجاد شد، , اما در سال ۱۳۸۸ عناوین خود را از دست داد.
- هنری چهارم (۱۳۹۹–۱۴۱۳)
- هنری پنجم (۱۴۱۳–۱۴۲۲)
- هنری ششم (۱۴۲۲–۱۴۶۱)
- ادوارد چهارم (۱۴۶۱–۱۴۷۰)
- هنری ششم (۱۴۷۰–۱۴۷۱)
- ادوارد چهارم (۱۴۷۱–۱۴۸۳)
- ادوارد پنجم (۱۴۸۳)
- ریچارد سوم (۱۴۸۳–۱۴۸۵)
- هنری هفتم (۱۴۸۵–۱۵۰۹)
  - لامبرت سیمنل ادعا کرد که ادوارد پلانتاژنت، هفدهمین ارل وارویک است و در ۲۴ مه ۱۴۸۷ در کلیسای جامع مسیح، دوبلین تاجگذاری کرد. ادعای او با نبرد استوک فیلد، ۱۶ ژوئن ۱۴۸۷ به پایان رسید.
  - پرکین واربک ادعا کرد که ریچارد شروزبری، دوک یورک ("ریچارد چهارم") پسر ادوارد چهارم است و قبل از حمله ناموفق به انگلستان در سال ۱۴۹۵ از حمایت ایرلندی‌ها برخوردار شد.
- هنری هشتم (۱۵۰۹–۱۵۴۲)

عنوان لرد ایرلند توسط هنری هشتم، که با تصویب قانون تاج ایرلند ۱۵۴۲ توسط پارلمان ایرلند، پادشاه ایرلند شد، لغو شد.